# Tapeinidium atratum
Tapeinidium atratum är en ormbunkeart som beskrevs av Kramer. Tapeinidium atratum ingår i släktet Tapeinidium och familjen Lindsaeaceae. Inga underarter finns listade.